# Tout va bien (série télévisée)
Tout va bien est une mini-série télévisée française en huit épisodes d'environ 53 minutes créée par Camille de Castelnau, réalisée par Éric Rochant, Xavier Legrand, Cathy Verney et Audrey Estrougo, et mise en ligne le 15 novembre 2023 sur la branche française de Disney+,.

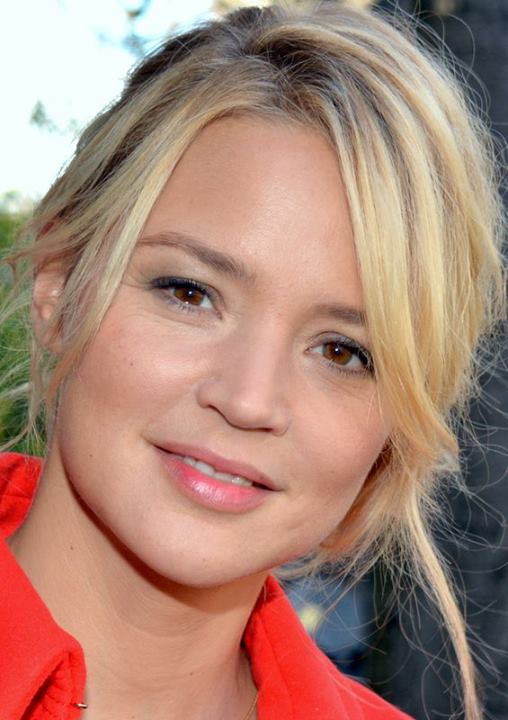
Virginie Efira.

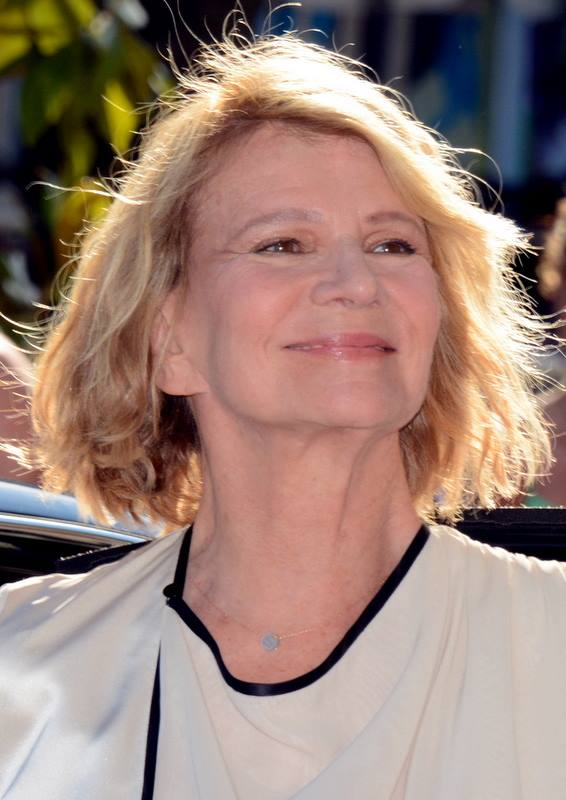
Nicole Garcia.

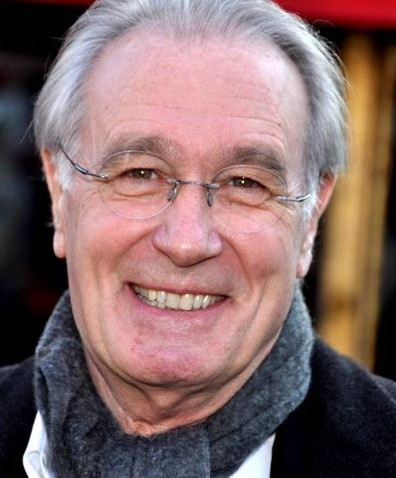
Bernard Le Coq.

## Synopsis
La maladie grave d'une fillette de 9 ans, Rose, se répercute sur les vies des membres de sa famille,. Ce faisant, elle révèle les forces et faiblesses de chacun, tout en mettant à l'épreuve la solidarité familiale : relation mère-filles, sœurs-frère, mari-femme, etc.

## Distribution

### Acteurs principaux
- Virginie Efira : Claire Vasseur, la fille de Pascal et Anne, et tante de Rose
- Nicole Garcia : Anne Vasseur, l'épouse de Pascal, et grand-mère de Rose
- Sara Giraudeau : Marion Lafarge, la fille de Pascal et Anne, et mère de Rose
- Angèle Roméo : Rose Lafarge
- Bernard Le Coq : Pascal Vasseur, le mari d'Anne, et grand-père de Rose
- Yannik Landrein : Stéphane Lafarge, le mari de Marion, et père de Rose
- Aliocha Schneider : Vincent Vasseur, le fils de Pascal et Anne, et oncle de Rose
- Eduardo Noriega : Antonio, le compagnon de Claire
- Mehdi Nebbou : Louis, le clown de l'hôpital, et amant de Marion

### Acteurs secondaires
- Suzy Bemba : Alice
- Déborah Grall : Nina
- Hippolyte Girardot : Philippe Deschamps, l'éditeur
- Judith Henry : Céline
- Lucie Mancipoz : L'infirmière
- Nina Meurisse : La psychologue
- Hiam Abbas : Docteur Mona Fidès

## Production

### Genèse et développement
La série est créée par Camille de Castelnau et écrite par Camille De Castelnau, Gaëlle Bellan, Benjamin Adam et Christophe Régin,,.
Les deux premiers épisodes de la série en huit volets sont réalisés par Éric Rochant et les suivants par Xavier Legrand, Cathy Verney et Audrey Estrougo,.
La créatrice de la série Camille de Castelnau insiste sur le côté "feel-good" de cette fiction : « Je sais à quel point la maladie grave d'un enfant peut faire peur à un public de plus en plus exigeant, dont on imagine parfois qu'il n'a pas envie de voir « ça ». Mais je veux qu'on se sente bien au chaud dans cette série. Qu'il y ait un plaisir de fiction, parce qu'on y partage la vie de personnages frappés par un des pires cauchemars de l'humanité »,,,,,,.
Pour le groupe Disney, « Cette comédie dramatique chorale au ton féroce explore la question de la force des liens, la catastrophe obligeant chacun à se révéler, à peser ce qui importe, à mesurer la profondeur des rancunes, des non-dits, et des failles de chacun, avec humour et espoir ».

### Tournage
Le tournage de la série commence à Paris le 25 août 2022.

### Fiche technique
- Titre français : Tout va bien
- Genre : comédie dramatique[3],[10]
- Production : Camille de Castelnau
- Sociétés de production :
- Réalisation : Éric Rochant, Xavier Legrand, Cathy Verney et Audrey Estrougo[2],[5],[3],[4],[8],[6]
- Scénario : Camille de Castelnau, Gaëlle Bellan, Benjamin Adam et Christophe Régin[2]
- Musique : Para One
- Décors : Samuel Deshors
- Costumes : Nathalie Raoul
- Photographie : Julien Poupard, Nathalie Durand, Quentin de Lamarzelle
- Son : Martin Boissau, Vincent Guillon, Eric Bonnard
- Montage : Pascale Fenouillet, Guillaume Houssais, Sophie Reine, Amélie Massoutier
- Maquillage : Amélie Bouilly, Tina Rovère
- Pays de production :  France
- Langue originale : français
- Format : couleur
- Nombre de saisons : 1
- Nombre d'épisodes[2],[5],[10],[4] : 8
- Durée : 52 minutes[2],[4]
- Dates de première diffusion : 
  -  France : 15 novembre 2023 sur Disney+[3],[5],[8],[9],[7]

## Épisodes
1. Alphonse
2. La Biche
3. Confinement
4. Non ma fille, tu n'iras pas danser
5. Lone Palm
6. Le Divin Enfant
7. Romy et l'Océan
8. L'anomalie